# I can't stop my love for you♥
「I can't stop my love for you♥」（アイ・キャント・ストップ・マイ・ラブ・フォー・ユー）は、日本の歌手・愛内里菜の楽曲。2002年4月10日にGIZA studioより9作目のシングルとして発売された。
表題曲である「I can't stop my love for you♥」は、テレビアニメ『名探偵コナン』（読売テレビ・日本テレビ系）の11代目オープニングテーマとして使用され、2000年の『恋はスリル、ショック、サスペンス』以来2度目となる。
初回特典として「LOVE 里菜カード」が封入されている。

## チャート成績
元ちとせの『ワダツミの木』にわずか2,500枚弱の差で阻まれ、オリコン週間シングルチャートでは最高位2位に留まったが、売上そのものは『NAVY BLUE』、『恋はスリル、ショック、サスペンス』に次ぐ自身3番目である。

## 収録曲
| 全作詞: 愛内里菜。 |                                                           |           |            |           |                        |      |
| #                  | タイトル                                                  | 作詞      | 作曲       | 編曲      | リミックス             | 時間 |
| 1.                 | 「I can't stop my love for you♥」                         | 愛内里菜  | 川島だりあ | 尾城九龍  |                        | 4:19 |
| 2.                 | 「pink baby's breath」                                    | 愛内里菜  | 輝門       | 寺尾広    |                        | 5:06 |
| 3.                 | 「I can't stop my love for you♥ -KENNY'S SUBLIMITY MIX-」 | 愛内里菜  | 川島だりあ |           | KENNY (ORIENTA-RHYTHM) | 6:49 |
| 4.                 | 「I can't stop my love for you♥ -instrumental-」          | 愛内里菜  |            |           |                        | 4:16 |
| 合計時間:          | 合計時間:                                                 | 合計時間: | 合計時間:  | 合計時間: | 20:30                  |      |

## タイアップ
- 読売テレビ・日本テレビ系アニメ『名探偵コナン』オープニングテーマ[5]（#1）

## 収録アルバム
- POWER OF WORDS（#1,2、#2はalbum mix）
- GIZA studio Masterpiece BLEND 2002（#1）
- THE BEST OF DETECTIVE CONAN 2 〜名探偵コナン テーマ曲集2〜　6曲目（#1）
- Single Collection（#1）
- ALL SINGLES BEST 〜THANX 10th ANNIVERSARY〜（#1）
- COLORS（#2）